# Calathea atropurpurea
Calathea atropurpurea är en strimbladsväxtart som beskrevs av Eizi Matuda. Calathea atropurpurea ingår i släktet Calathea och familjen strimbladsväxter. Inga underarter finns listade.